# Austin Reed (forretningskæde)
Austin Reed var et britisk mode-forretningskæde, der blev gurndlagt i 1900. I 2016 blev virksomheden opkøbt af Edinburgh Woollen Mill.
Austin Reed ejede også brandet CC, som blev rebrandet fra Country Casuals.

## Historie
Austin Reed blev grundlagt af skrædderen Austin Leonard Reed (1873–1954) i år 1900. Den første butik blev åbnet i London på Fenchurch Street. I 1911 åbnede deres flagskibsbutik på Regent Street.
I 1929 åbnede man den først outlet ombord på det transatlantiske skib RMS Aquitania. Året efter åbnede man Regent St Barbers Shop. I 1938 åbnede en butik ombord på RMS Queen Mary og i 1946 på RMS Queen Elizabeth. I 1940'erne var Winston Churchill en af butikskædens kunder. 
I 1980'erne lancerede kæden også dametøj. I 1998 købte Austin Reed Group det klassiske brand CC, der tidligere var kendt som Country Casuals. Richard Thompson købte samme år Chester Barrie fra Austin Reed.
I 2005 fik Kosugi-Sangyo licens på at sælge Austin Reeds ready-to-weartøj, til en værdi af €50 mio.
Austin Reed Group købte mærket Viyella i 2009, og året efter blev Q Club åbnet på tredje sal af butikken på Regent Street. I 2011 flyttede flagskibsbutikken fra Regent Street 103-113 til den anden side af gaden i nummer 100. I 2016 kom selskabet under administration, og det blev købt af Edinburgh Woollen Mill.